# بوينغ إكس-51
بوينغ إكس-51 (بالإنجليزية: Boeing X-51)‏ و(المعروف أيضا باسم X-51 WaveRider) هي طائرة تجريبية نفاثة بدون طيار، تفوق سرعتها سرعة الصوت ( ماخ 6، حوالي 4،000 كيلومتر في الساعة (6،400 كم / ساعة) على علو اختبار الطيران)، أنتجت في الولايات المتحدة. من صناعة بوينغ. كان أول طيران لها في 26 مايو 2010 . صنع منها 4 طائرات.

## اقرأ أيضا
- مركبة استعراض تقنية فرط صوتية
- محرك نفاث فرطي
- بووم أوفرتشر